# 中日友好园林

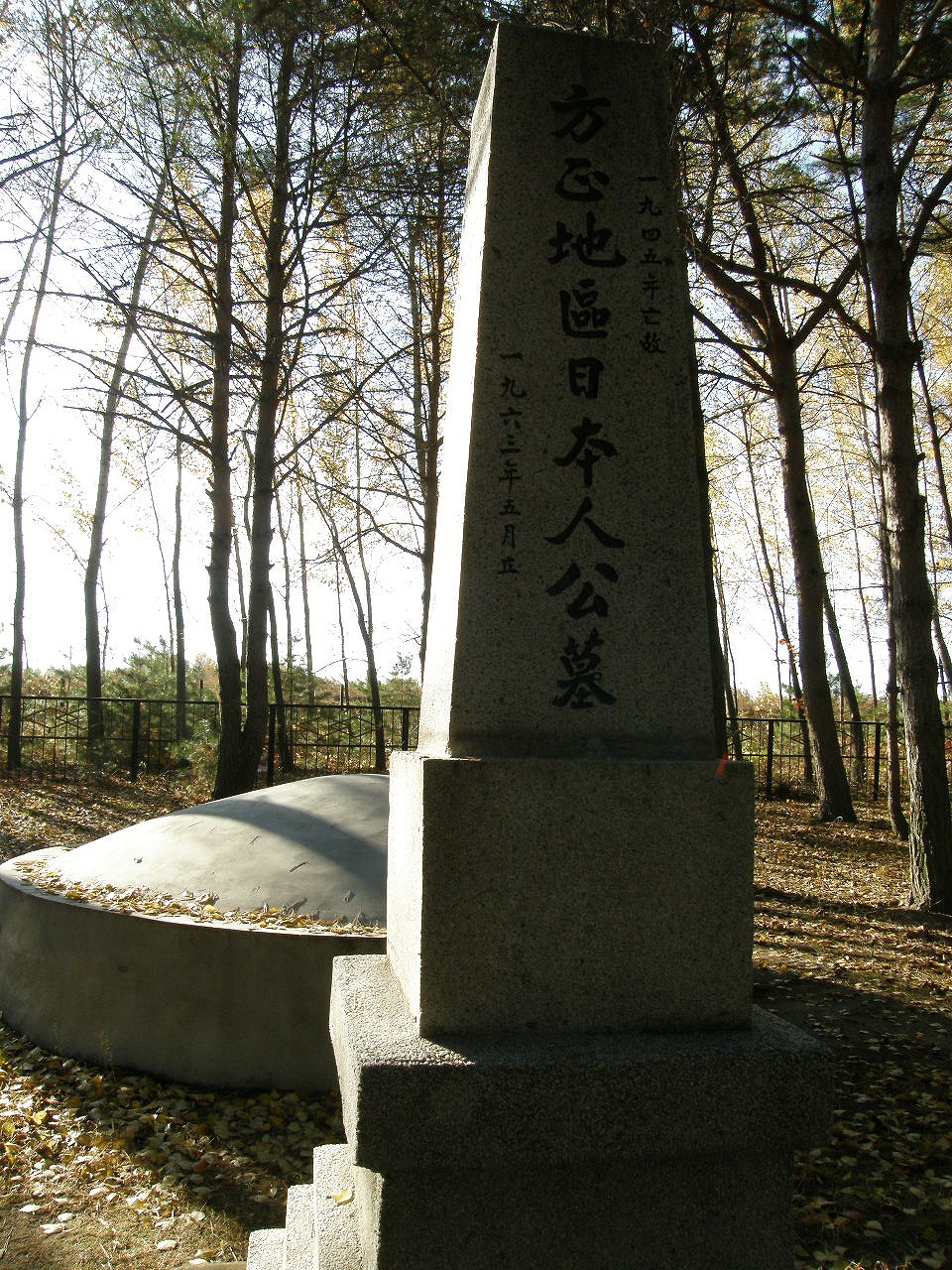
方正地区日本人公墓碑。上书“方正地区日本人公墓”，落款为“一九六三年五月立”

中日友好园林位于黑龙江省哈尔滨市方正县伊汉通乡吉兴村东、炮台山北麓，原名“方正地区日本人公墓”。1963年，由中华人民共和国国务院总理周恩来亲自批准兴建（有争议），1994年更为现名。该园林内埋葬了死于方正县等地的日本國策移民，以及遺華日僑兒童的中國养父母，园林内还有为中日友好所立的纪念碑、纪念馆等建筑。1999年1月10日经黑龙江省人民政府公布为黑龙江省文物保护单位。该园林是方正县爱国主义教育基地。
虽然有文章称中日友好园林“免费供游人凭吊、游览”，但方正县人民政府官方微博在2011年8月3日发文表示“中日友好园林并不是一处开放的旅游景点，而是专门接待来访日本团体的。平时大门都是紧锁的，入内需经过县外事部门批准。这里每年都接待日本民间访问团体20余个，其中也有不少日本的中小学生，该园林已成为向他们揭示侵略战争对其本民族人民带来的巨大灾难和展示中华民族博大胸怀的重要场所。”

## 历史
九一八事变后，日本占领中国东北。为达到长期侵占中国东北的目的，日本开始向中国东北大规模移民，即日本政府每年招募大批日本平民组成开拓团，派往中国东北进行“开拓”。1932年到1945年，日本共向中国东北派遣了900多个开拓团，移民22万人。当时方正县是日本在中国东北最大的移民基地，有一个俗称“红部”的开拓团总部。1945年8月15日日本无条件投降后，原居住在桦南县、桦川县、汤原县、林口县、依兰县等地的开拓团民约1万5000多人结伴取道方正县回国，其中绝大部分为妇女、儿童和老人等。这些日本妇孺聚集在已经被当地中国居民拆成断壁残垣的开拓团总部原址。在冬季严寒来临时，因严寒、饥饿和疾病，其中5000余人死在荒郊野外，尸体遍布本部及其附近。1946年3月，为防止瘟疫蔓延，方正县当时的治安维持会会长、原满洲国方正县县长郭福翰组织当地人民收集开拓团民尸体，运往炮台山东侧一个天然大坑内就地浅埋。
1962年，已经嫁给中国人的“残留妇”（方正县民间对留在当地的日本妇女的称谓）松田千尾在和丈夫开荒时，在炮台山脚下掘出大量白骨。这些白骨正是当年被草草掩埋的原开拓团民的尸骨。松田千尾找到当地政府，希望政府能将这些尸骨安葬起来。当地政府的报告经过层层递交，最终到达中华人民共和国国务院。当时中华人民共和国同日本国尚未建立外交关系。而且由于中华人民共和国不承认1952年订立的《中華民國與日本國間和平條約》，所以当时中華人民共和國认为中日仍處於戰爭狀態。1963年，中華人民共和國同日本国友好人士推动了兰花外交，对中日关系产生了重要影响。
1963年，中华人民共和国国务院总理周恩来亲自批准（有争议），中央决定责成方正县人民委员会对遗骨进行收集并安葬，黑龙江省人民委员会拨款1万元人民币在现方正县吉兴水库东侧建立“方正地区日本人公墓”，将开拓团民遗骨迁葬于此。该公墓墓圹为圆形、拱顶、水泥质地，立有书有“方正地区日本人公墓”的石碑一通。1973年，因伊汉通乡重新修建吉兴水库（当时称“红旗水库”），方正县革命委员会担心水库扩容淹没该公墓，报黑龙江省革命委员会批准，黑龙江省革命委员会又拨款5万元将公墓迁至炮台山北麓的现址，并进行了改建。公墓墓圹为圆形、拱顶、水泥质地，书有“方正地区日本人公墓”的花岗岩石碑面北而立。由于其中许多死者无法确认身份，故前后两次所立墓碑均未刻上死者姓名。
1984年10月，原在黑龙江省鸡西市麻山区的“麻山地区日本人公墓”迁移到方正地区日本人公墓东侧。其形制、规模都与方正地区日本人公墓类似。1994年，经方正县人民政府批准，方正地区日本人公墓更名为中日友好园林。1994年，经方正县人民政府批准，中日友好园林被列为方正县文物保护单位。1999年1月10日经黑龙江省人民政府公布为黑龙江省文物保护单位。
据方正县外事办主任2011年称，“这座公墓在日本有一定的知名度，20世纪80年代以来每年都有二十余个日本政府或民间团体到方正旅游观光、祭扫公墓。进入90年代以来，日本政府及民间的一些友好团体也为支持‘日本人公墓’的配套建设提供了资金援助。”
此外，一些原开拓团中的日本遗孤流落方正县，被中国家庭收养。一些收养了日本遗孤的中国养父母为此在文化大革命中遭到残酷折磨，有的养父母被造反派吊在工厂的锅炉前炙烤，然后在大年初一被挂在户外遭受冷风吹打。这些日本孩子后来逐渐回到日本。为感谢中国养父母的养育之恩，1974年回日本国定居的日本遗孤远藤勇于1995年7月捐资200万日元在该处建立了中国养父母公墓。该公墓形制、规模与日本人公墓相同，上书“中国养父母公墓”的花岗岩石碑面北而立，公墓正门两侧围栏上镂空铸有远藤勇写的“养育之恩，永世不忘”八个醒目大字。
2007年4月12日，中华人民共和国国务院总理温家宝在日本国国会发表的题为《为了友谊与合作》的演讲中，提及了该园林中的“中国养父母公墓”等建筑及其意义，称：
| 中国老一辈领导人曾多次指出：那场侵略战争的责任，应该由极少数军国主义分子承担，广大日本人民也是战争受害者，中国人民要同日本人民友好相处。在战火纷飞的年代，聂荣臻元帅在战场上救助日本孤儿美穗子，亲自精心照料，并想方设法把她送回到亲人身边。1980年，美穗子携家人专程去中国看望聂帅。这个故事感动了许多人。战后，有2808名日本孩子被遗弃在中国，成为孤儿。饱受战争创伤的中国人收留了他们，把他们从死亡线上拯救出来，并抚育成人。中日邦交正常后，中国政府为这些遗孤寻亲提供了极大的帮助。至今已有2513名日本遗孤返日定居。他们当中许多人回国后，自发成立了诸如“中国养父母谢恩会”等民间团体，并在中国捐建了养父母公墓和“感谢中国养父母碑”，其中一个碑文这样写道：“我们对中国养父母的人道精神和慈爱之心深深地感激，此恩永世不忘……”。 |

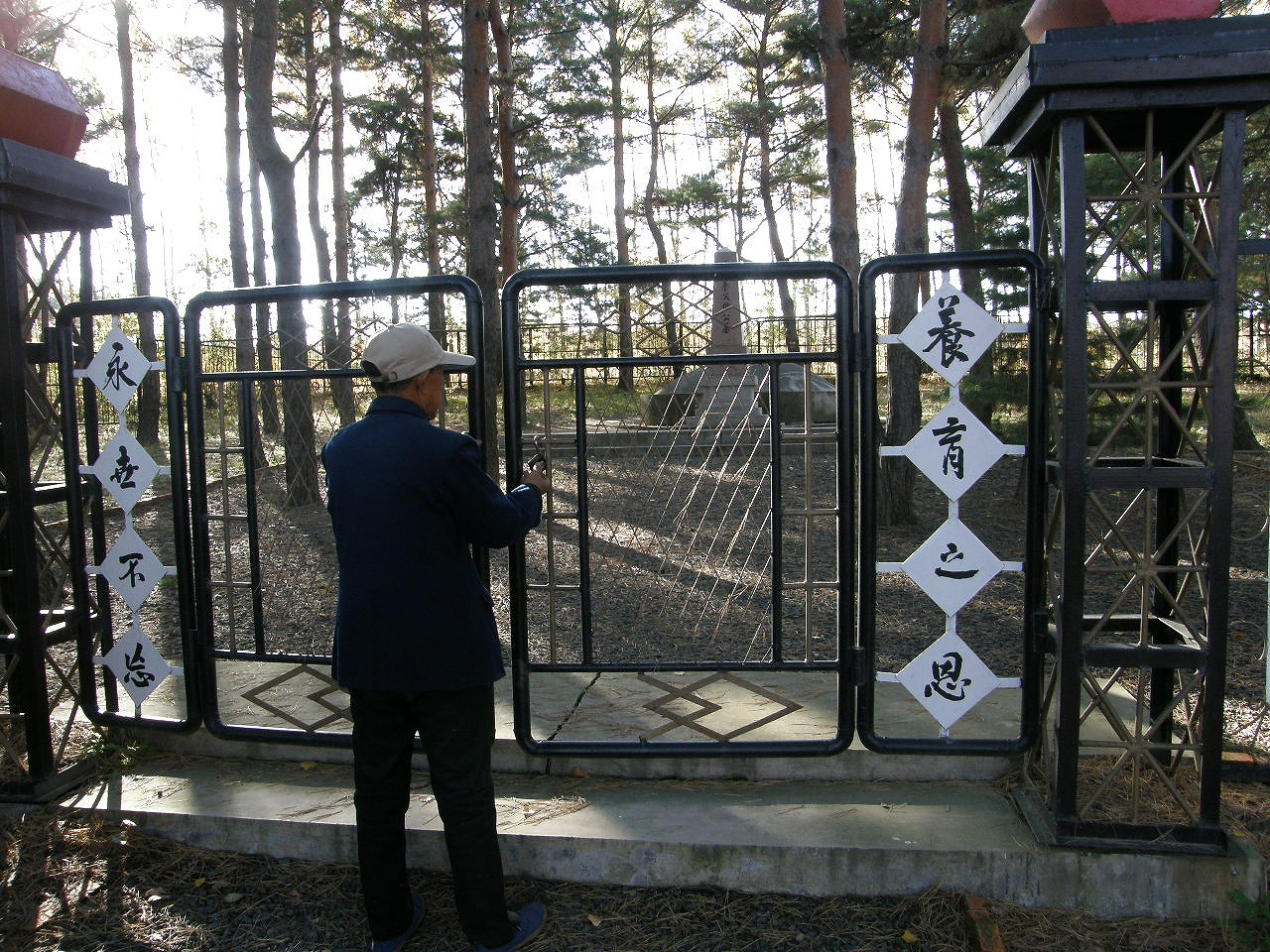
中日友好园林内的中国养父母公墓正门，门两侧分别为日本遗孤远藤勇题写的“养育之恩”、“永世不忘”

温家宝发表讲话后，遗华日侨问题在日本国内受到了重视。2008年1月10日，日本驻华大使宫本雄二到方正县走访了收养日本遗孤的中国养父，并参观了中日友好园林。该园林的维护费用自1963年以来一直由方正县人民政府承担，在财政困难的情况下，从1984年到1995年，每年维修管理费8万到10万元；1995年起，每年县政府拨出维修管理费20多万元。应方正县人民政府的要求，日本驻沈阳总领事馆自2009年下半年开始拨款用于该园林的维护，但不知道该拨款是否能够持续。北京外国语大学教授李德表示，日本政府理应负担管理经费。
2011年，经中华人民共和国外交部批准，方正县人民政府在园林内树立“日本开拓团民亡者名录”墙和“中国养父母逝者名录”墙。2011年7月28日，日本驻沈阳总领事松本盛雄在园林内参观了新树立的两面墙。
园林内2011年曾立的“日本开拓团民亡者名录”墙上的序言说明了该园林的兴建背景和意义：
1945年日本战败投降，日本开拓团民1万5000余人集结方正，欲取道回国。因饥寒流疾，有5000余人殁于荒郊野外，简而掩埋。其间历经近二十年，方正人民不忍其尸骨散落于荒野，遂以仁善之心将其集整。1963年，国务院总理周恩来批准建设‘方正地区日本人公墓’，将尸骨埋于墓中。1984年，‘麻山地区日本人公墓’迁移至此。墓中亡者多无姓名，经各方努力，搜集部分，故今将墓中亡者姓名刻录，一为告之日本后人，其先人长眠于此，勿以忘之；二为展示人类至善大爱乃人性之根本；三为前事不忘，后事之师，反思战争之危害，昭示和平之可贵。故立此名录，以警世人。
园林内“中国养父母逝者名录”墙上的序言说明了“中国养父母公墓”的兴建背景和意义：
1945年秋冬之际，日本开拓团民罹受战败之困，撤离方正，多有幼童弃于此处，沦为遗孤，其羸弱之体难抵极寒露宿之势。方正父老不以其帝国之后而默然，而已炎黄传承之礼拯救其于水火。经年累月，含辛茹苦，胜弱己出，穷已所能抚其成长，并忍生离之痛送其回扶桑故里。乌鸦反哺，羔羊跪乳，是有遗孤远藤勇建立中国养父母之墓。以彰养育之恩，天地难酬之情。为彰表养父母之功，尽显其不计怨恨之德，故将养父母名字刻录其上，流芳于世，以育后人。

## 建筑
该园林占地面积3万平方米，建筑面积800平方米。
- 纪念陈列馆：位于园林北部，由日本国琦玉县日中友好协会捐资兴建。馆内陈列有当地居民捐献的抗日战争时期侵华日军使用过的枪支弹药、开拓团遗留的物品及近年来中日两国人民来往的珍贵图片。馆内有日本友好团体捐献的一口大理石底座的和平钟，该钟分为两部分，一部分在该馆，另一部分在日本长野县的一个纪念馆内，代表了中日两国人民世代友好的共同愿望。[4][9][19]
- 日本人公墓：西为“方正地区日本人公墓”，东为“麻山地区日本人公墓”，面北而建。两墓后2011年曾立有“日本开拓团民亡者名录”墙。该墙正面为序言，右侧刻有“心灵宜记铭，亿万世人观陵寝”，左侧刻有“历史堪沉痛，五千魂魄寄侨乡”；该墙背面为名录，两侧各刻有五字对联。[4]该墙建立后引发巨大争议，后被5名男子破坏，于2011年8月5日晚被拆除。[20][19]
- 中国养父母公墓：位于园林北部，面北而建。为日本遗孤远藤勇捐资兴建。墓后有2011年所立“中国养父母逝者名录”墙。该墙正面为序言，两侧各刻有11字对联；该墙背面为名录。[4][19]
- 日中和平友好纪念物：由日本国长野县日中友好协会和长野县开拓自兴会共同捐资于1995年6月兴建，1995年8月竣工。方形碑座，上有圆形石碑，碑体正面有长野县知事题写的“和平友好”四字。[4][5]
- 中日友情植树纪念物：位于日中和平友好纪念物后侧，由日本国秋田县遗族联合会会长佐佐木满女士倡议并组织捐资修建，1997年7月12日落成。纪念物为大理石材贴面、钢筋水泥混合结构，碑上书有“中日友情”四字。[5]
- 长城亭、富士亭：位于园林西侧，1996年落成[5]
- 藤原长作纪念碑：纪念長期在中国黑龙江省传授水稻种植技术的日本农民水稻专家藤原长作先生。他于1998年去世后，其部分骨灰葬在园林内的日本人公墓中。[4][21]
- 纪念林：位于日本人公墓旁边，由来祭奠的各日本友好团体栽种。每棵树前立有木牌，写明种树者姓名及居住地，并写有感言，如“战争中你们离去，和平时我们到来！”“愿中日两国永不再战！”。[9][19]

## 日本开拓团民亡者名录墙事件
经中华人民共和国外交部批准，方正县投资50万元在中日友好园林中建设两个名录墙，分别是“日本开拓团民亡者名录”“中国养父母逝者名录”。2007年方正县人民政府开始逐级申报至国家有关部门，后又利用两年时间筹集资金，至2011年7月建立起这两座名录墙。
2011年7月30日，有微博称“黑龙江方正县为吸引日商投资花了70万为侵华日军逝者立碑”，7月31日方正县有关方面领导接受新华网中国网事记者采访，对该名录墙的修建过程进行了说明。他们的说明不但没有平息事件，反而引起了网上舆论和媒体的激烈反应。
2011年8月1日，一些抗联老战士、抗联烈士的后代以及专家学者联名谴责为日本“满洲开拓团”逝者立碑的行为，“要求方正县消除负面影响，撤销错误决定，推倒‘日本开拓团碑’，尽快完善建立抗联纪念设施。” 
2011年8月3日，五名中国男子对“日本开拓团民亡者名录”墙进行破坏，该墙的序言被用铁锤击打，并被喷上了红色油漆。五人被带到方正县公安局接受讯问后释放。这五人均为中国民间保钓联合会成员。随后该墙被当地有关部门用油毡布遮挡。2011年8月5日晚，该名录墙被拆除。